# Tirreno-Adriático 2019
54. edycja wyścigu kolarskiego Tirreno-Adriático, która odbyła się w dniach 7 - 13 marca 2019 roku. Liczyła siedem etapów, o łącznym dystansie 1040,6 km. Wyścig ten zaliczany jest do UCI World Tour 2019.

## Uczestnicy

### Drużyny
W wyścigu wzięło udział 23 ekip: osiemnaście drużyn należących do UCI WorldTeams i pięć zespołów zaproszonych przez organizatorów z tzw. "dziką kartą" należących do UCI Professional Continental Teams.
| WorldTeams (18)- AG2R La Mondiale - Astana - Bahrain-Merida - Bora-hansgrohe - CCC Team - Deceuninck-Quick Step - Dimension Data - EF Education First - Groupama-FDJ - Team Jumbo-Visma - Katusha-Alpecin - Lotto Soudal - Mitchelton-Scott - Movistar Team - Sky - Team Sunweb - Trek-Segafredo - UAE Team Emirates Professional continental teams (5)- Bardiani CSF - Cofidis, Solutions Crédits - Gazprom-RusVelo - Israel Cycling Academy - Neri Sottoli-Selle Italia-KTM |
| |

### Lista startowa
| Team Sky SKY | Team Sky SKY                     | Team Sky SKY |
| ------------ | -------------------------------- | ------------ |
| Nr           | Kolarz                           | Miejsce      |
| 1            | Geraint Thomas (GBR) (ITT)       | DNF-4        |
| 2            | Jonathan Castroviejo (ESP) (ITT) | 28.          |
| 3            | Gianni Moscon (ITA) (ITT)        | DNF-2        |
| 4            | Wout Poels (NED)                 | 7.           |
| 5            | Salvatore Puccio (ITA)           | 71.          |
| 6            | Filippo Ganna (ITA)              | 103.         |
| 7            | Ian Stannard (GBR)               | 91.          |

| AG2R La Mondiale ALM | AG2R La Mondiale ALM    | AG2R La Mondiale ALM |
| -------------------- | ----------------------- | -------------------- |
| Nr                   | Kolarz                  | Miejsce              |
| 11                   | Nico Denz (GER)         | 92.                  |
| 12                   | Silvan Dillier (SUI)    | 85.                  |
| 13                   | Julien Duval (FRA)      | 98.                  |
| 14                   | Dorian Godon (FRA)      | 86.                  |
| 15                   | Nans Peters (FRA)       | 70.                  |
| 16                   | Clément Venturini (FRA) | 44.                  |
| 17                   | Alexis Vuillermoz (FRA) | DNS-7                |

| Astana AST | Astana AST                     | Astana AST |
| ---------- | ------------------------------ | ---------- |
| Nr         | Kolarz                         | Miejsce    |
| 21         | Jakob Fuglsang (DEN)           | 3.         |
| 22         | Żandos Biżygitow (KAZ)         | 54.        |
| 23         | Davide Ballerini (ITA)         | 102.       |
| 24         | Dario Cataldo (ITA)            | 47.        |
| 25         | Omar Fraile (ESP)              | DNS-7      |
| 26         | Dmitrij Gruzdiew (KAZ)         | 106.       |
| 27         | Aleksiej Łucenko (KAZ) (szosa) | 13.        |

| Bahrain-Merida TBM | Bahrain-Merida TBM          | Bahrain-Merida TBM |
| ------------------ | --------------------------- | ------------------ |
| Nr                 | Kolarz                      | Miejsce            |
| 31                 | Vincenzo Nibali (ITA)       | 15.                |
| 32                 | Phil Bauhaus (GER)          | 140.               |
| 33                 | Damiano Caruso (ITA)        | DNF-3              |
| 34                 | Rohan Dennis (AUS)          | 95.                |
| 35                 | Matej Mohorič (SLO) (szosa) | 17.                |
| 36                 | Marcel Sieberg (GER)        | 134.               |
| 37                 | Jan Tratnik (SLO) (ITT)     | 74.                |

| Bardiani CSF BRD | Bardiani CSF BRD         | Bardiani CSF BRD |
| ---------------- | ------------------------ | ---------------- |
| Nr               | Kolarz                   | Miejsce          |
| 41               | Enrico Barbin (ITA)      | 90.              |
| 42               | Michael Bresciani (ITA)  | 128.             |
| 43               | Mirco Maestri (ITA)      | 115.             |
| 44               | Marco Maronese (ITA)     | OTL-4            |
| 45               | Paolo Simion (ITA)       | 129.             |
| 46               | Alessandro Tonelli (ITA) | 125.             |
| 47               | Luca Wackermann (ITA)    | 132.             |

| Bora-Hansgrohe BOH | Bora-Hansgrohe BOH        | Bora-Hansgrohe BOH |
| ------------------ | ------------------------- | ------------------ |
| Nr                 | Kolarz                    | Miejsce            |
| 51                 | Peter Sagan (SVK) (szosa) | 105.               |
| 52                 | Maciej Bodnar (POL) (ITT) | 110.               |
| 53                 | Marcus Burghardt (GER)    | 73.                |
| 54                 | Davide Formolo (ITA)      | 22.                |
| 55                 | Oscar Gatto (ITA)         | 100.               |
| 56                 | Rafał Majka (POL)         | 52.                |
| 57                 | Daniel Oss (ITA)          | 87.                |

| CCC Team CPT | CCC Team CPT                   | CCC Team CPT |
| ------------ | ------------------------------ | ------------ |
| Nr           | Kolarz                         | Miejsce      |
| 61           | Greg Van Avermaet (BEL)        | 16.          |
| 62           | Guillaume Van Keirsbulck (BEL) | 34.          |
| 63           | Joseph Rosskopf (USA) (ITT)    | 33.          |
| 64           | Michael Schär (SUI)            | 69.          |
| 65           | Nathan Van Hooydonck (BEL)     | 67.          |
| 66           | Gijs Van Hoecke (BEL)          | 81.          |
| 67           | Łukasz Wiśniowski (POL)        | 42.          |

| Cofidis, Solutions Crédits COF | Cofidis, Solutions Crédits COF | Cofidis, Solutions Crédits COF |
| ------------------------------ | ------------------------------ | ------------------------------ |
| Nr                             | Kolarz                         | Miejsce                        |
| 71                             | Nacer Bouhanni (FRA)           | OTL-1                          |
| 72                             | Natnael Berhane (ERI)          | 83.                            |
| 73                             | Dimitri Claeys (BEL)           | DNF-4                          |
| 74                             | Anthony Perez (FRA)            | 99.                            |
| 75                             | Julien Simon (FRA)             | 46.                            |
| 76                             | Kenneth Vanbilsen (BEL)        | 32.                            |
| 77                             | Cyril Lemoine (FRA)            | 123.                           |

| Deceuninck-Quick Step DQT | Deceuninck-Quick Step DQT    | Deceuninck-Quick Step DQT |
| ------------------------- | ---------------------------- | ------------------------- |
| Nr                        | Kolarz                       | Miejsce                   |
| 81                        | Julian Alaphilippe (FRA)     | 6.                        |
| 82                        | Kasper Asgreen (DEN)         | 60.                       |
| 83                        | Yves Lampaert (BEL) (szosa)  | 61.                       |
| 84                        | Michael Mørkøv (DEN) (szosa) | 131.                      |
| 85                        | Maximiliano Richeze (ARG)    | 118.                      |
| 86                        | Zdeněk Štybar (CZE)          | 36.                       |
| 87                        | Elia Viviani (ITA) (szosa)   | 127.                      |

| EF Education First EF1 | EF Education First EF1    | EF Education First EF1 |
| ---------------------- | ------------------------- | ---------------------- |
| Nr                     | Kolarz                    | Miejsce                |
| 91                     | Sep Vanmarcke (BEL)       | 31.                    |
| 92                     | Alberto Bettiol (ITA)     | 11.                    |
| 93                     | Mitchell Docker (AUS)     | 8.                     |
| 94                     | Tanel Kangert (EST) (ITT) | 29.                    |
| 95                     | Sebastian Langeveld (NED) | 79.                    |
| 96                     | Sacha Modolo (ITA)        | 109.                   |
| 97                     | Taylor Phinney (USA)      | 133.                   |

| Gazprom-RusVelo GAZ | Gazprom-RusVelo GAZ      | Gazprom-RusVelo GAZ |
| ------------------- | ------------------------ | ------------------- |
| Nr                  | Kolarz                   | Miejsce             |
| 101                 | Ildar Arsłanow (RUS)     | OTL-4               |
| 102                 | Stiepan Kurjanow (RUS)   | OTL-4               |
| 103                 | Artiom Nycz (RUS)        | 139.                |
| 104                 | Aleksandr Porsiew (RUS)  | 126.                |
| 105                 | Iwan Rowny (RUS)         | 63.                 |
| 106                 | Jewgienij Szałunow (RUS) | 24.                 |
| 107                 | Siergiej Szyłow (RUS)    | 111.                |

| Groupama-FDJ GFC | Groupama-FDJ GFC           | Groupama-FDJ GFC |
| ---------------- | -------------------------- | ---------------- |
| Nr               | Kolarz                     | Miejsce          |
| 111              | Thibaut Pinot (FRA)        | 5.               |
| 112              | Stefan Küng (SUI)          | 68.              |
| 113              | Matthieu Ladagnous (FRA)   | 48.              |
| 114              | Steve Morabito (SUI)       | 80.              |
| 115              | Miles Scotson (AUS)        | 59.              |
| 116              | Anthony Roux (FRA) (szosa) | 117.             |
| 117              | Benjamin Thomas (FRA)      | 97.              |

| Israel Cycling Academy ICA | Israel Cycling Academy ICA    | Israel Cycling Academy ICA |
| -------------------------- | ----------------------------- | -------------------------- |
| Nr                         | Kolarz                        | Miejsce                    |
| 121                        | Ben Hermans (BEL)             | 64.                        |
| 122                        | Matthias Brändle (AUT)        | 137.                       |
| 123                        | Alexander Cataford (CAN)      | 138.                       |
| 124                        | Davide Cimolai (ITA)          | DNS-7                      |
| 125                        | Conor Dunne (IRL)             | 112.                       |
| 126                        | Krists Neilands (LAT) (szosa) | 93.                        |
| 127                        | Tom Van Asbroeck (BEL)        | 39.                        |

| Lotto-Soudal LTS | Lotto-Soudal LTS               | Lotto-Soudal LTS |
| ---------------- | ------------------------------ | ---------------- |
| Nr               | Kolarz                         | Miejsce          |
| 131              | Tim Wellens (BEL)              | 18.              |
| 132              | Tiesj Benoot (BEL)             | 12.              |
| 133              | Victor Campenaerts (BEL) (ITT) | 120.             |
| 134              | Carl Fredrik Hagen (NOR)       | 84.              |
| 135              | Jens Keukeleire (BEL)          | 43.              |
| 136              | Tomasz Marczyński (POL)        | DNF-3            |
| 137              | Tosh Van der Sande (BEL)       | 53.              |

| Mitchelton-Scott MTS | Mitchelton-Scott MTS          | Mitchelton-Scott MTS |
| -------------------- | ----------------------------- | -------------------- |
| Nr                   | Kolarz                        | Miejsce              |
| 141                  | Adam Yates (GBR)              | 2.                   |
| 142                  | Alexander Edmondson (AUS)     | DNF-4                |
| 143                  | Brent Bookwalter (USA)        | 38.                  |
| 144                  | Luke Durbridge (AUS)          | 51.                  |
| 145                  | Michael Hepburn (AUS)         | 104.                 |
| 146                  | Christopher Juul-Jensen (DEN) | 58.                  |
| 147                  | Damien Howson (AUS)           | 75.                  |

| Movistar Team MOV | Movistar Team MOV        | Movistar Team MOV |
| ----------------- | ------------------------ | ----------------- |
| Nr                | Kolarz                   | Miejsce           |
| 151               | Jorge Arcas (ESP)        | 77.               |
| 152               | Eduard Prades (ESP)      | 20.               |
| 153               | Richard Carapaz (ECU)    | DNF-5             |
| 154               | Lluís Mas (ESP)          | 30.               |
| 155               | Nelson Oliveira (POR)    | 88.               |
| 156               | José Joaquín Rojas (ESP) | 40.               |
| 157               | Jasha Sütterlin (GER)    | 57.               |

| Neri Sottoli-Selle Italia-KTM NSK | Neri Sottoli-Selle Italia-KTM NSK | Neri Sottoli-Selle Italia-KTM NSK |
| --------------------------------- | --------------------------------- | --------------------------------- |
| Nr                                | Kolarz                            | Miejsce                           |
| 161                               | Giovanni Visconti (ITA)           | 62.                               |
| 162                               | Francesco Manuel Bongiorno (ITA)  | 50.                               |
| 163                               | Davide Gabburo (ITA)              | 121.                              |
| 164                               | Dayer Quintana (COL)              | 66.                               |
| 165                               | Sebastian Schönberger (AUT)       | 96.                               |
| 166                               | Simone Velasco (ITA)              | 37.                               |
| 167                               | Edoardo Zardini (ITA)             | 41.                               |

| Dimension Data TDD | Dimension Data TDD                | Dimension Data TDD |
| ------------------ | --------------------------------- | ------------------ |
| Nr                 | Kolarz                            | Miejsce            |
| 171                | Roman Kreuziger (CZE)             | 27.                |
| 172                | Michael Valgren (DEN)             | DNS-7              |
| 173                | Steve Cummings (GBR)              | 82.                |
| 174                | Reinardt Janse van Rensburg (RSA) | 78.                |
| 175                | Ben King (USA)                    | 122.               |
| 176                | Giacomo Nizzolo (ITA)             | DNF-5              |
| 177                | Tom-Jelte Slagter (NED)           | 45.                |

| Team Jumbo-Visma TJV | Team Jumbo-Visma TJV    | Team Jumbo-Visma TJV |
| -------------------- | ----------------------- | -------------------- |
| Nr                   | Kolarz                  | Miejsce              |
| 181                  | Primož Roglič (SLO)     | 1.                   |
| 182                  | Koen Bouwman (NED)      | DNF-4                |
| 183                  | Laurens De Plus (BEL)   | 65.                  |
| 184                  | Robert Gesink (NED)     | 21.                  |
| 185                  | Tony Martin (GER) (ITT) | 135.                 |
| 186                  | Paul Martens (GER)      | 136.                 |
| 187                  | Jos van Emden (NED)     | 114.                 |

| Katusha-Alpecin TKA | Katusha-Alpecin TKA        | Katusha-Alpecin TKA |
| ------------------- | -------------------------- | ------------------- |
| Nr                  | Kolarz                     | Miejsce             |
| 191                 | Enrico Battaglin (ITA)     | 55.                 |
| 192                 | Ian Boswell (USA)          | DNF-6               |
| 193                 | Jenthe Biermans (BEL)      | DNF-4               |
| 194                 | José Gonçalves (POR)       | 26.                 |
| 195                 | Ruben Guerreiro (POR)      | 25.                 |
| 196                 | Wiaczesław Kuzniecow (RUS) | 94.                 |
| 197                 | Mads Würtz Schmidt (DEN)   | 116.                |

| Team Sunweb SUN | Team Sunweb SUN            | Team Sunweb SUN |
| --------------- | -------------------------- | --------------- |
| Nr              | Kolarz                     | Miejsce         |
| 201             | Tom Dumoulin (NED)         | 4.              |
| 202             | Chad Haga (USA)            | 113.            |
| 203             | Søren Kragh Andersen (DEN) | 35.             |
| 204             | Nikias Arndt (GER)         | DNF-5           |
| 205             | Sam Oomen (NED)            | 9.              |
| 206             | Robert Power (AUS)         | 108.            |
| 207             | Nicolas Roche (IRL)        | 72.             |

| Trek-Segafredo TFS | Trek-Segafredo TFS       | Trek-Segafredo TFS |
| ------------------ | ------------------------ | ------------------ |
| Nr                 | Kolarz                   | Miejsce            |
| 211                | Gianluca Brambilla (ITA) | 23.                |
| 212                | Nicola Conci (ITA)       | 56.                |
| 213                | Fabio Felline (ITA)      | DNF-3              |
| 214                | Markel Irizar (ESP)      | 119.               |
| 215                | Mads Pedersen (DEN)      | 49.                |
| 216                | Toms Skujiņš (LAT) (ITT) | 19.                |
| 217                | Jasper Stuyven (BEL)     | 76.                |

| UAE Team Emirates UAD | UAE Team Emirates UAD  | UAE Team Emirates UAD |
| --------------------- | ---------------------- | --------------------- |
| Nr                    | Kolarz                 | Miejsce               |
| 221                   | Fernando Gaviria (COL) | 89.                   |
| 222                   | Tom Bohli (SUI)        | 124.                  |
| 223                   | Simone Consonni (ITA)  | 107.                  |
| 224                   | Valerio Conti (ITA)    | 101.                  |
| 225                   | Rui Costa (POR)        | 10.                   |
| 226                   | Jan Polanc (SLO)       | 14.                   |
| 227                   | Oliviero Troia (ITA)   | 130.                  |

| Team Sky SKY | Team Sky SKY                     | Team Sky SKY |
| ------------ | -------------------------------- | ------------ |
| Nr           | Kolarz                           | Miejsce      |
| 1            | Geraint Thomas (GBR) (ITT)       | DNF-4        |
| 2            | Jonathan Castroviejo (ESP) (ITT) | 28.          |
| 3            | Gianni Moscon (ITA) (ITT)        | DNF-2        |
| 4            | Wout Poels (NED)                 | 7.           |
| 5            | Salvatore Puccio (ITA)           | 71.          |
| 6            | Filippo Ganna (ITA)              | 103.         |
| 7            | Ian Stannard (GBR)               | 91.          |

| AG2R La Mondiale ALM | AG2R La Mondiale ALM    | AG2R La Mondiale ALM |
| -------------------- | ----------------------- | -------------------- |
| Nr                   | Kolarz                  | Miejsce              |
| 11                   | Nico Denz (GER)         | 92.                  |
| 12                   | Silvan Dillier (SUI)    | 85.                  |
| 13                   | Julien Duval (FRA)      | 98.                  |
| 14                   | Dorian Godon (FRA)      | 86.                  |
| 15                   | Nans Peters (FRA)       | 70.                  |
| 16                   | Clément Venturini (FRA) | 44.                  |
| 17                   | Alexis Vuillermoz (FRA) | DNS-7                |

| Astana AST | Astana AST                     | Astana AST |
| ---------- | ------------------------------ | ---------- |
| Nr         | Kolarz                         | Miejsce    |
| 21         | Jakob Fuglsang (DEN)           | 3.         |
| 22         | Żandos Biżygitow (KAZ)         | 54.        |
| 23         | Davide Ballerini (ITA)         | 102.       |
| 24         | Dario Cataldo (ITA)            | 47.        |
| 25         | Omar Fraile (ESP)              | DNS-7      |
| 26         | Dmitrij Gruzdiew (KAZ)         | 106.       |
| 27         | Aleksiej Łucenko (KAZ) (szosa) | 13.        |

| Bahrain-Merida TBM | Bahrain-Merida TBM          | Bahrain-Merida TBM |
| ------------------ | --------------------------- | ------------------ |
| Nr                 | Kolarz                      | Miejsce            |
| 31                 | Vincenzo Nibali (ITA)       | 15.                |
| 32                 | Phil Bauhaus (GER)          | 140.               |
| 33                 | Damiano Caruso (ITA)        | DNF-3              |
| 34                 | Rohan Dennis (AUS)          | 95.                |
| 35                 | Matej Mohorič (SLO) (szosa) | 17.                |
| 36                 | Marcel Sieberg (GER)        | 134.               |
| 37                 | Jan Tratnik (SLO) (ITT)     | 74.                |

| Bardiani CSF BRD | Bardiani CSF BRD         | Bardiani CSF BRD |
| ---------------- | ------------------------ | ---------------- |
| Nr               | Kolarz                   | Miejsce          |
| 41               | Enrico Barbin (ITA)      | 90.              |
| 42               | Michael Bresciani (ITA)  | 128.             |
| 43               | Mirco Maestri (ITA)      | 115.             |
| 44               | Marco Maronese (ITA)     | OTL-4            |
| 45               | Paolo Simion (ITA)       | 129.             |
| 46               | Alessandro Tonelli (ITA) | 125.             |
| 47               | Luca Wackermann (ITA)    | 132.             |

| Bora-Hansgrohe BOH | Bora-Hansgrohe BOH        | Bora-Hansgrohe BOH |
| ------------------ | ------------------------- | ------------------ |
| Nr                 | Kolarz                    | Miejsce            |
| 51                 | Peter Sagan (SVK) (szosa) | 105.               |
| 52                 | Maciej Bodnar (POL) (ITT) | 110.               |
| 53                 | Marcus Burghardt (GER)    | 73.                |
| 54                 | Davide Formolo (ITA)      | 22.                |
| 55                 | Oscar Gatto (ITA)         | 100.               |
| 56                 | Rafał Majka (POL)         | 52.                |
| 57                 | Daniel Oss (ITA)          | 87.                |

| CCC Team CPT | CCC Team CPT                   | CCC Team CPT |
| ------------ | ------------------------------ | ------------ |
| Nr           | Kolarz                         | Miejsce      |
| 61           | Greg Van Avermaet (BEL)        | 16.          |
| 62           | Guillaume Van Keirsbulck (BEL) | 34.          |
| 63           | Joseph Rosskopf (USA) (ITT)    | 33.          |
| 64           | Michael Schär (SUI)            | 69.          |
| 65           | Nathan Van Hooydonck (BEL)     | 67.          |
| 66           | Gijs Van Hoecke (BEL)          | 81.          |
| 67           | Łukasz Wiśniowski (POL)        | 42.          |

| Cofidis, Solutions Crédits COF | Cofidis, Solutions Crédits COF | Cofidis, Solutions Crédits COF |
| ------------------------------ | ------------------------------ | ------------------------------ |
| Nr                             | Kolarz                         | Miejsce                        |
| 71                             | Nacer Bouhanni (FRA)           | OTL-1                          |
| 72                             | Natnael Berhane (ERI)          | 83.                            |
| 73                             | Dimitri Claeys (BEL)           | DNF-4                          |
| 74                             | Anthony Perez (FRA)            | 99.                            |
| 75                             | Julien Simon (FRA)             | 46.                            |
| 76                             | Kenneth Vanbilsen (BEL)        | 32.                            |
| 77                             | Cyril Lemoine (FRA)            | 123.                           |

| Deceuninck-Quick Step DQT | Deceuninck-Quick Step DQT    | Deceuninck-Quick Step DQT |
| ------------------------- | ---------------------------- | ------------------------- |
| Nr                        | Kolarz                       | Miejsce                   |
| 81                        | Julian Alaphilippe (FRA)     | 6.                        |
| 82                        | Kasper Asgreen (DEN)         | 60.                       |
| 83                        | Yves Lampaert (BEL) (szosa)  | 61.                       |
| 84                        | Michael Mørkøv (DEN) (szosa) | 131.                      |
| 85                        | Maximiliano Richeze (ARG)    | 118.                      |
| 86                        | Zdeněk Štybar (CZE)          | 36.                       |
| 87                        | Elia Viviani (ITA) (szosa)   | 127.                      |

| EF Education First EF1 | EF Education First EF1    | EF Education First EF1 |
| ---------------------- | ------------------------- | ---------------------- |
| Nr                     | Kolarz                    | Miejsce                |
| 91                     | Sep Vanmarcke (BEL)       | 31.                    |
| 92                     | Alberto Bettiol (ITA)     | 11.                    |
| 93                     | Mitchell Docker (AUS)     | 8.                     |
| 94                     | Tanel Kangert (EST) (ITT) | 29.                    |
| 95                     | Sebastian Langeveld (NED) | 79.                    |
| 96                     | Sacha Modolo (ITA)        | 109.                   |
| 97                     | Taylor Phinney (USA)      | 133.                   |

| Gazprom-RusVelo GAZ | Gazprom-RusVelo GAZ      | Gazprom-RusVelo GAZ |
| ------------------- | ------------------------ | ------------------- |
| Nr                  | Kolarz                   | Miejsce             |
| 101                 | Ildar Arsłanow (RUS)     | OTL-4               |
| 102                 | Stiepan Kurjanow (RUS)   | OTL-4               |
| 103                 | Artiom Nycz (RUS)        | 139.                |
| 104                 | Aleksandr Porsiew (RUS)  | 126.                |
| 105                 | Iwan Rowny (RUS)         | 63.                 |
| 106                 | Jewgienij Szałunow (RUS) | 24.                 |
| 107                 | Siergiej Szyłow (RUS)    | 111.                |

| Groupama-FDJ GFC | Groupama-FDJ GFC           | Groupama-FDJ GFC |
| ---------------- | -------------------------- | ---------------- |
| Nr               | Kolarz                     | Miejsce          |
| 111              | Thibaut Pinot (FRA)        | 5.               |
| 112              | Stefan Küng (SUI)          | 68.              |
| 113              | Matthieu Ladagnous (FRA)   | 48.              |
| 114              | Steve Morabito (SUI)       | 80.              |
| 115              | Miles Scotson (AUS)        | 59.              |
| 116              | Anthony Roux (FRA) (szosa) | 117.             |
| 117              | Benjamin Thomas (FRA)      | 97.              |

| Israel Cycling Academy ICA | Israel Cycling Academy ICA    | Israel Cycling Academy ICA |
| -------------------------- | ----------------------------- | -------------------------- |
| Nr                         | Kolarz                        | Miejsce                    |
| 121                        | Ben Hermans (BEL)             | 64.                        |
| 122                        | Matthias Brändle (AUT)        | 137.                       |
| 123                        | Alexander Cataford (CAN)      | 138.                       |
| 124                        | Davide Cimolai (ITA)          | DNS-7                      |
| 125                        | Conor Dunne (IRL)             | 112.                       |
| 126                        | Krists Neilands (LAT) (szosa) | 93.                        |
| 127                        | Tom Van Asbroeck (BEL)        | 39.                        |

| Lotto-Soudal LTS | Lotto-Soudal LTS               | Lotto-Soudal LTS |
| ---------------- | ------------------------------ | ---------------- |
| Nr               | Kolarz                         | Miejsce          |
| 131              | Tim Wellens (BEL)              | 18.              |
| 132              | Tiesj Benoot (BEL)             | 12.              |
| 133              | Victor Campenaerts (BEL) (ITT) | 120.             |
| 134              | Carl Fredrik Hagen (NOR)       | 84.              |
| 135              | Jens Keukeleire (BEL)          | 43.              |
| 136              | Tomasz Marczyński (POL)        | DNF-3            |
| 137              | Tosh Van der Sande (BEL)       | 53.              |

| Mitchelton-Scott MTS | Mitchelton-Scott MTS          | Mitchelton-Scott MTS |
| -------------------- | ----------------------------- | -------------------- |
| Nr                   | Kolarz                        | Miejsce              |
| 141                  | Adam Yates (GBR)              | 2.                   |
| 142                  | Alexander Edmondson (AUS)     | DNF-4                |
| 143                  | Brent Bookwalter (USA)        | 38.                  |
| 144                  | Luke Durbridge (AUS)          | 51.                  |
| 145                  | Michael Hepburn (AUS)         | 104.                 |
| 146                  | Christopher Juul-Jensen (DEN) | 58.                  |
| 147                  | Damien Howson (AUS)           | 75.                  |

| Movistar Team MOV | Movistar Team MOV        | Movistar Team MOV |
| ----------------- | ------------------------ | ----------------- |
| Nr                | Kolarz                   | Miejsce           |
| 151               | Jorge Arcas (ESP)        | 77.               |
| 152               | Eduard Prades (ESP)      | 20.               |
| 153               | Richard Carapaz (ECU)    | DNF-5             |
| 154               | Lluís Mas (ESP)          | 30.               |
| 155               | Nelson Oliveira (POR)    | 88.               |
| 156               | José Joaquín Rojas (ESP) | 40.               |
| 157               | Jasha Sütterlin (GER)    | 57.               |

| Neri Sottoli-Selle Italia-KTM NSK | Neri Sottoli-Selle Italia-KTM NSK | Neri Sottoli-Selle Italia-KTM NSK |
| --------------------------------- | --------------------------------- | --------------------------------- |
| Nr                                | Kolarz                            | Miejsce                           |
| 161                               | Giovanni Visconti (ITA)           | 62.                               |
| 162                               | Francesco Manuel Bongiorno (ITA)  | 50.                               |
| 163                               | Davide Gabburo (ITA)              | 121.                              |
| 164                               | Dayer Quintana (COL)              | 66.                               |
| 165                               | Sebastian Schönberger (AUT)       | 96.                               |
| 166                               | Simone Velasco (ITA)              | 37.                               |
| 167                               | Edoardo Zardini (ITA)             | 41.                               |

| Dimension Data TDD | Dimension Data TDD                | Dimension Data TDD |
| ------------------ | --------------------------------- | ------------------ |
| Nr                 | Kolarz                            | Miejsce            |
| 171                | Roman Kreuziger (CZE)             | 27.                |
| 172                | Michael Valgren (DEN)             | DNS-7              |
| 173                | Steve Cummings (GBR)              | 82.                |
| 174                | Reinardt Janse van Rensburg (RSA) | 78.                |
| 175                | Ben King (USA)                    | 122.               |
| 176                | Giacomo Nizzolo (ITA)             | DNF-5              |
| 177                | Tom-Jelte Slagter (NED)           | 45.                |

| Team Jumbo-Visma TJV | Team Jumbo-Visma TJV    | Team Jumbo-Visma TJV |
| -------------------- | ----------------------- | -------------------- |
| Nr                   | Kolarz                  | Miejsce              |
| 181                  | Primož Roglič (SLO)     | 1.                   |
| 182                  | Koen Bouwman (NED)      | DNF-4                |
| 183                  | Laurens De Plus (BEL)   | 65.                  |
| 184                  | Robert Gesink (NED)     | 21.                  |
| 185                  | Tony Martin (GER) (ITT) | 135.                 |
| 186                  | Paul Martens (GER)      | 136.                 |
| 187                  | Jos van Emden (NED)     | 114.                 |

| Katusha-Alpecin TKA | Katusha-Alpecin TKA        | Katusha-Alpecin TKA |
| ------------------- | -------------------------- | ------------------- |
| Nr                  | Kolarz                     | Miejsce             |
| 191                 | Enrico Battaglin (ITA)     | 55.                 |
| 192                 | Ian Boswell (USA)          | DNF-6               |
| 193                 | Jenthe Biermans (BEL)      | DNF-4               |
| 194                 | José Gonçalves (POR)       | 26.                 |
| 195                 | Ruben Guerreiro (POR)      | 25.                 |
| 196                 | Wiaczesław Kuzniecow (RUS) | 94.                 |
| 197                 | Mads Würtz Schmidt (DEN)   | 116.                |

| Team Sunweb SUN | Team Sunweb SUN            | Team Sunweb SUN |
| --------------- | -------------------------- | --------------- |
| Nr              | Kolarz                     | Miejsce         |
| 201             | Tom Dumoulin (NED)         | 4.              |
| 202             | Chad Haga (USA)            | 113.            |
| 203             | Søren Kragh Andersen (DEN) | 35.             |
| 204             | Nikias Arndt (GER)         | DNF-5           |
| 205             | Sam Oomen (NED)            | 9.              |
| 206             | Robert Power (AUS)         | 108.            |
| 207             | Nicolas Roche (IRL)        | 72.             |

| Trek-Segafredo TFS | Trek-Segafredo TFS       | Trek-Segafredo TFS |
| ------------------ | ------------------------ | ------------------ |
| Nr                 | Kolarz                   | Miejsce            |
| 211                | Gianluca Brambilla (ITA) | 23.                |
| 212                | Nicola Conci (ITA)       | 56.                |
| 213                | Fabio Felline (ITA)      | DNF-3              |
| 214                | Markel Irizar (ESP)      | 119.               |
| 215                | Mads Pedersen (DEN)      | 49.                |
| 216                | Toms Skujiņš (LAT) (ITT) | 19.                |
| 217                | Jasper Stuyven (BEL)     | 76.                |

| UAE Team Emirates UAD | UAE Team Emirates UAD  | UAE Team Emirates UAD |
| --------------------- | ---------------------- | --------------------- |
| Nr                    | Kolarz                 | Miejsce               |
| 221                   | Fernando Gaviria (COL) | 89.                   |
| 222                   | Tom Bohli (SUI)        | 124.                  |
| 223                   | Simone Consonni (ITA)  | 107.                  |
| 224                   | Valerio Conti (ITA)    | 101.                  |
| 225                   | Rui Costa (POR)        | 10.                   |
| 226                   | Jan Polanc (SLO)       | 14.                   |
| 227                   | Oliviero Troia (ITA)   | 130.                  |

## Etapy
| Etap | Data   | Start – Meta                                        | type                       | Dystans (km) | Zwycięzca etapu    | Lider           |
| ---- | ------ | --------------------------------------------------- | -------------------------- | ------------ | ------------------ | --------------- |
| 1    | 13 mar | Lido di Camaiore – Lido di Camaiore                 | jazda drużynowa na czas    | 21,5         | Mitchelton-Scott   | Michael Hepburn |
| 2    | 14 mar | Lido di Camaiore – Pomarance                        | górzysty                   | 189          | Julian Alaphilippe | Adam Yates      |
| 3    | 15 mar | Pomarance – Foligno                                 | płaski                     | 189          | Elia Viviani       | Adam Yates      |
| 4    | 16 mar | Foligno – Fossombrone                               | pagórkowaty                | 223          | Aleksiej Łucenko   | Adam Yates      |
| 5    | 17 mar | Colli al Metauro – Recanati                         | górzysty                   | 178          | Jakob Fuglsang     | Adam Yates      |
| 6    | 18 mar | Matelica – Jesi                                     | płaski                     | 195          | Julian Alaphilippe | Adam Yates      |
| 7    | 19 mar | San Benedetto del Tronto – San Benedetto del Tronto | jazda indywidualna na czas | 10,5         | Victor Campenaerts | Primož Roglič   |

## Wyniki etapów

### Etap 1
| \| Klasyfikacja etapu \| Klasyfikacja etapu \| Klasyfikacja etapu \| Klasyfikacja etapu \| Klasyfikacja etapu \| Klasyfikacja etapu \| \| Drużyna \| Drużyna \| Państwo \| Czas \| Strata \| Prędkość \| \| ------------------ \| ---------------------- \| ------------------ \| ------------------ \| ------------------ \| ------------------ \| \| 1. \| Mitchelton-Scott \| Australia \| 22' 25" \| 0" \| 57.546 km/h \| \| 2. \| Team Jumbo-Visma \| Holandia \| 22' 32" \| + 7" \| 57.249 km/h \| \| 3. \| Team Sunweb \| Niemcy \| 22' 47" \| + 22" \| 56.620 km/h \| \| 4. \| Deceuninck-Quick Step \| Belgia \| 23' 02" \| + 37" \| 56.006 km/h \| \| 5. \| Sky \| Wielka Brytania \| 23' 12" \| + 47" \| 55.603 km/h \| \| 6. \| Lotto Soudal \| Belgia \| 23' 19" \| + 54" \| 55.325 km/h \| \| 7. \| EF Education First \| Stany Zjednoczone \| 23' 21" \| + 56" \| 55.246 km/h \| \| 8. \| Groupama-FDJ \| Francja \| 23' 23" \| + 58" \| 55.167 km/h \| \| 9. \| Israel Cycling Academy \| Izrael \| 23' 30" \| + 1' 05" \| 54.894 km/h \| \| 10. \| Bahrain-Merida \| Bahrajn \| 23' 35" \| + 1' 10" \| 54.700 km/h \| |                        |                   |         |          |             |
| |                        |                   |         |          |             |
| Źródło: ProCyclingStats |                        |                   |         |          |             |
| Klasyfikacja etapu |                        |                   |         |          |             |
| Drużyna | Drużyna                | Państwo           | Czas    | Strata   | Prędkość    |
| 1. | Mitchelton-Scott       | Australia         | 22' 25" | 0"       | 57.546 km/h |
| 2. | Team Jumbo-Visma       | Holandia          | 22' 32" | + 7"     | 57.249 km/h |
| 3. | Team Sunweb            | Niemcy            | 22' 47" | + 22"    | 56.620 km/h |
| 4. | Deceuninck-Quick Step  | Belgia            | 23' 02" | + 37"    | 56.006 km/h |
| 5. | Sky                    | Wielka Brytania   | 23' 12" | + 47"    | 55.603 km/h |
| 6. | Lotto Soudal           | Belgia            | 23' 19" | + 54"    | 55.325 km/h |
| 7. | EF Education First     | Stany Zjednoczone | 23' 21" | + 56"    | 55.246 km/h |
| 8. | Groupama-FDJ           | Francja           | 23' 23" | + 58"    | 55.167 km/h |
| 9. | Israel Cycling Academy | Izrael            | 23' 30" | + 1' 05" | 54.894 km/h |
| 10. | Bahrain-Merida         | Bahrajn           | 23' 35" | + 1' 10" | 54.700 km/h |

| \| Klasyfikacja generalna \| Klasyfikacja generalna \| Klasyfikacja generalna \| Klasyfikacja generalna \| Klasyfikacja generalna \| \| Kolarz \| Kolarz \| Państwo \| Drużyna \| Czas \| \| ---------------------- \| ---------------------- \| ---------------------- \| ---------------------- \| ---------------------- \| \| 1. \| Michael Hepburn \| Australia \| Mitchelton-Scott \| 22h 25' 00" \| \| 2. \| Brent Bookwalter \| Stany Zjednoczone \| Mitchelton-Scott \| + 0" \| \| 3. \| Luke Durbridge \| Australia \| Mitchelton-Scott \| + 0" \| \| 4. \| Adam Yates \| Wielka Brytania \| Mitchelton-Scott \| + 0" \| \| 5. \| Alexander Edmondson \| Australia \| Mitchelton-Scott \| + 3" \| \| 6. \| Jos van Emden \| Holandia \| Team Jumbo-Visma \| + 7" \| \| 7. \| Primož Roglič \| Słowenia \| Team Jumbo-Visma \| + 7" \| \| 8. \| Koen Bouwman \| Holandia \| Team Jumbo-Visma \| + 7" \| \| 9. \| Tony Martin \| Niemcy \| Team Jumbo-Visma \| + 7" \| \| 10. \| Laurens De Plus \| Belgia \| Team Jumbo-Visma \| + 7" \| |                     |                   |                  |             |
| |                     |                   |                  |             |
| Źródło: ProCyclingStats |                     |                   |                  |             |
| Klasyfikacja generalna |                     |                   |                  |             |
| Kolarz | Kolarz              | Państwo           | Drużyna          | Czas        |
| 1. | Michael Hepburn     | Australia         | Mitchelton-Scott | 22h 25' 00" |
| 2. | Brent Bookwalter    | Stany Zjednoczone | Mitchelton-Scott | + 0"        |
| 3. | Luke Durbridge      | Australia         | Mitchelton-Scott | + 0"        |
| 4. | Adam Yates          | Wielka Brytania   | Mitchelton-Scott | + 0"        |
| 5. | Alexander Edmondson | Australia         | Mitchelton-Scott | + 3"        |
| 6. | Jos van Emden       | Holandia          | Team Jumbo-Visma | + 7"        |
| 7. | Primož Roglič       | Słowenia          | Team Jumbo-Visma | + 7"        |
| 8. | Koen Bouwman        | Holandia          | Team Jumbo-Visma | + 7"        |
| 9. | Tony Martin         | Niemcy            | Team Jumbo-Visma | + 7"        |
| 10. | Laurens De Plus     | Belgia            | Team Jumbo-Visma | + 7"        |

### Etap 2
| \| Klasyfikacja etapu \| Klasyfikacja etapu \| Klasyfikacja etapu \| Klasyfikacja etapu \| Klasyfikacja etapu \| \| Kolarz \| Kolarz \| Państwo \| Drużyna \| Czas \| \| ------------------ \| ------------------ \| ------------------ \| --------------------- \| ------------------ \| \| 1. \| Julian Alaphilippe \| Francja \| Deceuninck-Quick Step \| 4h 48' 09" \| \| 2. \| Greg Van Avermaet \| Belgia \| CCC Team \| + 0" \| \| 3. \| Alberto Bettiol \| Włochy \| EF Education First \| + 0" \| \| 4. \| Tiesj Benoot \| Belgia \| Lotto-Soudal \| + 0" \| \| 5. \| Adam Yates \| Wielka Brytania \| Mitchelton-Scott \| + 0" \| \| 6. \| Valerio Conti \| Włochy \| UAE Team Emirates \| + 0" \| \| 7. \| Primož Roglič \| Słowenia \| Team Jumbo-Visma \| + 0" \| \| 8. \| Wout Poels \| Holandia \| Team Sky \| + 0" \| \| 9. \| Jakob Fuglsang \| Dania \| Astana \| + 0" \| \| 10. \| Tim Wellens \| Belgia \| Lotto-Soudal \| + 0" \| |                    |                 |                       |            |
| |                    |                 |                       |            |
| Źródło: ProCyclingStats |                    |                 |                       |            |
| Klasyfikacja etapu |                    |                 |                       |            |
| Kolarz | Kolarz             | Państwo         | Drużyna               | Czas       |
| 1. | Julian Alaphilippe | Francja         | Deceuninck-Quick Step | 4h 48' 09" |
| 2. | Greg Van Avermaet  | Belgia          | CCC Team              | + 0"       |
| 3. | Alberto Bettiol    | Włochy          | EF Education First    | + 0"       |
| 4. | Tiesj Benoot       | Belgia          | Lotto-Soudal          | + 0"       |
| 5. | Adam Yates         | Wielka Brytania | Mitchelton-Scott      | + 0"       |
| 6. | Valerio Conti      | Włochy          | UAE Team Emirates     | + 0"       |
| 7. | Primož Roglič      | Słowenia        | Team Jumbo-Visma      | + 0"       |
| 8. | Wout Poels         | Holandia        | Team Sky              | + 0"       |
| 9. | Jakob Fuglsang     | Dania           | Astana                | + 0"       |
| 10. | Tim Wellens        | Belgia          | Lotto-Soudal          | + 0"       |

| \| Klasyfikacja generalna \| Klasyfikacja generalna \| Klasyfikacja generalna \| Klasyfikacja generalna \| Klasyfikacja generalna \| \| Kolarz \| Kolarz \| Państwo \| Drużyna \| Czas \| \| ---------------------- \| ---------------------- \| ---------------------- \| ---------------------- \| ---------------------- \| \| 1. \| Adam Yates \| Wielka Brytania \| Mitchelton-Scott \| 5h 10' 34" \| \| 2. \| Brent Bookwalter \| Stany Zjednoczone \| Mitchelton-Scott \| + 0" \| \| 3. \| Primož Roglič \| Słowenia \| Team Jumbo-Visma \| + 7" \| \| 4. \| Laurens De Plus \| Belgia \| Team Jumbo-Visma \| + 7" \| \| 5. \| Søren Kragh Andersen \| Dania \| Team Sunweb \| + 22" \| \| 6. \| Tom Dumoulin \| Holandia \| Team Sunweb \| + 22" \| \| 7. \| Sam Oomen \| Holandia \| Team Sunweb \| + 22" \| \| 8. \| Julian Alaphilippe \| Francja \| Deceuninck-Quick Step \| + 27" \| \| 9. \| Kasper Asgreen \| Dania \| Deceuninck-Quick Step \| + 37" \| \| 10. \| Wout Poels \| Holandia \| Team Sky \| + 47" \| |                      |                   |                       |            |
| |                      |                   |                       |            |
| Źródło: ProCyclingStats |                      |                   |                       |            |
| Klasyfikacja generalna |                      |                   |                       |            |
| Kolarz | Kolarz               | Państwo           | Drużyna               | Czas       |
| 1. | Adam Yates           | Wielka Brytania   | Mitchelton-Scott      | 5h 10' 34" |
| 2. | Brent Bookwalter     | Stany Zjednoczone | Mitchelton-Scott      | + 0"       |
| 3. | Primož Roglič        | Słowenia          | Team Jumbo-Visma      | + 7"       |
| 4. | Laurens De Plus      | Belgia            | Team Jumbo-Visma      | + 7"       |
| 5. | Søren Kragh Andersen | Dania             | Team Sunweb           | + 22"      |
| 6. | Tom Dumoulin         | Holandia          | Team Sunweb           | + 22"      |
| 7. | Sam Oomen            | Holandia          | Team Sunweb           | + 22"      |
| 8. | Julian Alaphilippe   | Francja           | Deceuninck-Quick Step | + 27"      |
| 9. | Kasper Asgreen       | Dania             | Deceuninck-Quick Step | + 37"      |
| 10. | Wout Poels           | Holandia          | Team Sky              | + 47"      |

### Etap 3
| \| Klasyfikacja etapu \| Klasyfikacja etapu \| Klasyfikacja etapu \| Klasyfikacja etapu \| Klasyfikacja etapu \| \| Kolarz \| Kolarz \| Państwo \| Drużyna \| Czas \| \| ------------------ \| ------------------ \| ------------------ \| ----------------------------- \| ------------------ \| \| 1. \| Elia Viviani \| Włochy \| Deceuninck-Quick Step \| 5h 26' 45" \| \| 2. \| Peter Sagan \| Słowacja \| Bora-Hansgrohe \| + 0" \| \| 3. \| Fernando Gaviria \| Kolumbia \| UAE Team Emirates \| + 0" \| \| 4. \| Giacomo Nizzolo \| Włochy \| Dimension Data \| + 0" \| \| 5. \| Jens Keukeleire \| Belgia \| Lotto-Soudal \| + 0" \| \| 6. \| Davide Cimolai \| Włochy \| Israel Cycling Academy \| + 0" \| \| 7. \| Clément Venturini \| Francja \| AG2R La Mondiale \| + 0" \| \| 8. \| Jasper Stuyven \| Belgia \| Trek-Segafredo \| + 0" \| \| 9. \| Davide Ballerini \| Włochy \| Astana \| + 0" \| \| 10. \| Luca Pacioni \| Włochy \| Neri Sottoli-Selle Italia-KTM \| + 0" \| |                   |          |                               |            |
| |                   |          |                               |            |
| Źródło: ProCyclingStats |                   |          |                               |            |
| Klasyfikacja etapu |                   |          |                               |            |
| Kolarz | Kolarz            | Państwo  | Drużyna                       | Czas       |
| 1. | Elia Viviani      | Włochy   | Deceuninck-Quick Step         | 5h 26' 45" |
| 2. | Peter Sagan       | Słowacja | Bora-Hansgrohe                | + 0"       |
| 3. | Fernando Gaviria  | Kolumbia | UAE Team Emirates             | + 0"       |
| 4. | Giacomo Nizzolo   | Włochy   | Dimension Data                | + 0"       |
| 5. | Jens Keukeleire   | Belgia   | Lotto-Soudal                  | + 0"       |
| 6. | Davide Cimolai    | Włochy   | Israel Cycling Academy        | + 0"       |
| 7. | Clément Venturini | Francja  | AG2R La Mondiale              | + 0"       |
| 8. | Jasper Stuyven    | Belgia   | Trek-Segafredo                | + 0"       |
| 9. | Davide Ballerini  | Włochy   | Astana                        | + 0"       |
| 10. | Luca Pacioni      | Włochy   | Neri Sottoli-Selle Italia-KTM | + 0"       |

| \| Klasyfikacja generalna \| Klasyfikacja generalna \| Klasyfikacja generalna \| Klasyfikacja generalna \| Klasyfikacja generalna \| \| Kolarz \| Kolarz \| Państwo \| Drużyna \| Czas \| \| ---------------------- \| ---------------------- \| ---------------------- \| ---------------------- \| ---------------------- \| \| 1. \| Adam Yates \| Wielka Brytania \| Mitchelton-Scott \| 10h 37' 19" \| \| 2. \| Brent Bookwalter \| Stany Zjednoczone \| Mitchelton-Scott \| + 0" \| \| 3. \| Primož Roglič \| Słowenia \| Team Jumbo-Visma \| + 7" \| \| 4. \| Laurens De Plus \| Belgia \| Team Jumbo-Visma \| + 7" \| \| 5. \| Tom Dumoulin \| Holandia \| Team Sunweb \| + 22" \| \| 6. \| Sam Oomen \| Holandia \| Team Sunweb \| + 22" \| \| 7. \| Søren Kragh Andersen \| Dania \| Team Sunweb \| + 22" \| \| 8. \| Julian Alaphilippe \| Francja \| Deceuninck-Quick Step \| + 27" \| \| 9. \| Wout Poels \| Holandia \| Team Sky \| + 47" \| \| 10. \| Jonathan Castroviejo \| Hiszpania \| Team Sky \| + 47" \| |                      |                   |                       |             |
| |                      |                   |                       |             |
| Źródło: ProCyclingStats |                      |                   |                       |             |
| Klasyfikacja generalna |                      |                   |                       |             |
| Kolarz | Kolarz               | Państwo           | Drużyna               | Czas        |
| 1. | Adam Yates           | Wielka Brytania   | Mitchelton-Scott      | 10h 37' 19" |
| 2. | Brent Bookwalter     | Stany Zjednoczone | Mitchelton-Scott      | + 0"        |
| 3. | Primož Roglič        | Słowenia          | Team Jumbo-Visma      | + 7"        |
| 4. | Laurens De Plus      | Belgia            | Team Jumbo-Visma      | + 7"        |
| 5. | Tom Dumoulin         | Holandia          | Team Sunweb           | + 22"       |
| 6. | Sam Oomen            | Holandia          | Team Sunweb           | + 22"       |
| 7. | Søren Kragh Andersen | Dania             | Team Sunweb           | + 22"       |
| 8. | Julian Alaphilippe   | Francja           | Deceuninck-Quick Step | + 27"       |
| 9. | Wout Poels           | Holandia          | Team Sky              | + 47"       |
| 10. | Jonathan Castroviejo | Hiszpania         | Team Sky              | + 47"       |

### Etap 4
| \| Klasyfikacja etapu \| Klasyfikacja etapu \| Klasyfikacja etapu \| Klasyfikacja etapu \| Klasyfikacja etapu \| \| Kolarz \| Kolarz \| Państwo \| Drużyna \| Czas \| \| ------------------ \| ------------------ \| ------------------ \| --------------------- \| ------------------ \| \| 1. \| Aleksiej Łucenko \| Kazachstan \| Astana \| 5h 16' 29" \| \| 2. \| Primož Roglič \| Słowenia \| Team Jumbo-Visma \| + 0" \| \| 3. \| Adam Yates \| Wielka Brytania \| Mitchelton-Scott \| + 0" \| \| 4. \| Jakob Fuglsang \| Dania \| Astana \| + 0" \| \| 5. \| Davide Formolo \| Włochy \| Bora-Hansgrohe \| + 9" \| \| 6. \| Alberto Bettiol \| Włochy \| EF Education First \| + 23" \| \| 7. \| Simon Clarke \| Australia \| EF Education First \| + 23" \| \| 8. \| Tiesj Benoot \| Belgia \| Lotto-Soudal \| + 23" \| \| 9. \| Julian Alaphilippe \| Francja \| Deceuninck-Quick Step \| + 23" \| \| 10. \| Wout Poels \| Holandia \| Team Sky \| + 23" \| |                    |                 |                       |            |
| |                    |                 |                       |            |
| Źródło: ProCyclingStats |                    |                 |                       |            |
| Klasyfikacja etapu |                    |                 |                       |            |
| Kolarz | Kolarz             | Państwo         | Drużyna               | Czas       |
| 1. | Aleksiej Łucenko   | Kazachstan      | Astana                | 5h 16' 29" |
| 2. | Primož Roglič      | Słowenia        | Team Jumbo-Visma      | + 0"       |
| 3. | Adam Yates         | Wielka Brytania | Mitchelton-Scott      | + 0"       |
| 4. | Jakob Fuglsang     | Dania           | Astana                | + 0"       |
| 5. | Davide Formolo     | Włochy          | Bora-Hansgrohe        | + 9"       |
| 6. | Alberto Bettiol    | Włochy          | EF Education First    | + 23"      |
| 7. | Simon Clarke       | Australia       | EF Education First    | + 23"      |
| 8. | Tiesj Benoot       | Belgia          | Lotto-Soudal          | + 23"      |
| 9. | Julian Alaphilippe | Francja         | Deceuninck-Quick Step | + 23"      |
| 10. | Wout Poels         | Holandia        | Team Sky              | + 23"      |

| \| Klasyfikacja generalna \| Klasyfikacja generalna \| Klasyfikacja generalna \| Klasyfikacja generalna \| Klasyfikacja generalna \| \| Kolarz \| Kolarz \| Państwo \| Drużyna \| Czas \| \| ---------------------- \| ---------------------- \| ---------------------- \| ---------------------- \| ---------------------- \| \| 1. \| Adam Yates \| Wielka Brytania \| Mitchelton-Scott \| 15h 53' 42" \| \| 2. \| Primož Roglič \| Słowenia \| Team Jumbo-Visma \| + 7" \| \| 3. \| Tom Dumoulin \| Holandia \| Team Sunweb \| + 50" \| \| 4. \| Julian Alaphilippe \| Francja \| Deceuninck-Quick Step \| + 56" \| \| 5. \| Sam Oomen \| Holandia \| Team Sunweb \| + 56" \| \| 6. \| Aleksiej Łucenko \| Kazachstan \| Astana \| + 1' 06" \| \| 7. \| Wout Poels \| Holandia \| Team Sky \| + 1' 16" \| \| 8. \| Jakob Fuglsang \| Dania \| Astana \| + 1' 19" \| \| 9. \| Alberto Bettiol \| Włochy \| EF Education First \| + 1' 21" \| \| 10. \| Simon Clarke \| Australia \| EF Education First \| + 1' 25" \| |                    |                 |                       |             |
| |                    |                 |                       |             |
| Źródło: ProCyclingStats |                    |                 |                       |             |
| Klasyfikacja generalna |                    |                 |                       |             |
| Kolarz | Kolarz             | Państwo         | Drużyna               | Czas        |
| 1. | Adam Yates         | Wielka Brytania | Mitchelton-Scott      | 15h 53' 42" |
| 2. | Primož Roglič      | Słowenia        | Team Jumbo-Visma      | + 7"        |
| 3. | Tom Dumoulin       | Holandia        | Team Sunweb           | + 50"       |
| 4. | Julian Alaphilippe | Francja         | Deceuninck-Quick Step | + 56"       |
| 5. | Sam Oomen          | Holandia        | Team Sunweb           | + 56"       |
| 6. | Aleksiej Łucenko   | Kazachstan      | Astana                | + 1' 06"    |
| 7. | Wout Poels         | Holandia        | Team Sky              | + 1' 16"    |
| 8. | Jakob Fuglsang     | Dania           | Astana                | + 1' 19"    |
| 9. | Alberto Bettiol    | Włochy          | EF Education First    | + 1' 21"    |
| 10. | Simon Clarke       | Australia       | EF Education First    | + 1' 25"    |

### Etap 5
| \| Klasyfikacja etapu \| Klasyfikacja etapu \| Klasyfikacja etapu \| Klasyfikacja etapu \| Klasyfikacja etapu \| \| Kolarz \| Kolarz \| Państwo \| Drużyna \| Czas \| \| ------------------ \| ------------------ \| ------------------ \| ------------------ \| ------------------ \| \| 1. \| Jakob Fuglsang \| Dania \| Astana \| 4h 39' 32" \| \| 2. \| Adam Yates \| Wielka Brytania \| Mitchelton-Scott \| + 40" \| \| 3. \| Primož Roglič \| Słowenia \| Team Jumbo-Visma \| + 56" \| \| 4. \| Tom Dumoulin \| Holandia \| Team Sunweb \| + 1' 39" \| \| 5. \| Thibaut Pinot \| Francja \| Groupama-FDJ \| + 1' 53" \| \| 6. \| Wout Poels \| Holandia \| Team Sky \| + 1' 57" \| \| 7. \| Mads Pedersen \| Dania \| Trek-Segafredo \| + 2' 09" \| \| 8. \| Alexis Vuillermoz \| Francja \| AG2R La Mondiale \| + 2' 12" \| \| 9. \| Tiesj Benoot \| Belgia \| Lotto-Soudal \| + 2' 12" \| \| 10. \| Simon Clarke \| Australia \| EF Education First \| + 2' 12" \| |                   |                 |                    |            |
| |                   |                 |                    |            |
| Źródło: ProCyclingStats |                   |                 |                    |            |
| Klasyfikacja etapu |                   |                 |                    |            |
| Kolarz | Kolarz            | Państwo         | Drużyna            | Czas       |
| 1. | Jakob Fuglsang    | Dania           | Astana             | 4h 39' 32" |
| 2. | Adam Yates        | Wielka Brytania | Mitchelton-Scott   | + 40"      |
| 3. | Primož Roglič     | Słowenia        | Team Jumbo-Visma   | + 56"      |
| 4. | Tom Dumoulin      | Holandia        | Team Sunweb        | + 1' 39"   |
| 5. | Thibaut Pinot     | Francja         | Groupama-FDJ       | + 1' 53"   |
| 6. | Wout Poels        | Holandia        | Team Sky           | + 1' 57"   |
| 7. | Mads Pedersen     | Dania           | Trek-Segafredo     | + 2' 09"   |
| 8. | Alexis Vuillermoz | Francja         | AG2R La Mondiale   | + 2' 12"   |
| 9. | Tiesj Benoot      | Belgia          | Lotto-Soudal       | + 2' 12"   |
| 10. | Simon Clarke      | Australia       | EF Education First | + 2' 12"   |

| \| Klasyfikacja generalna \| Klasyfikacja generalna \| Klasyfikacja generalna \| Klasyfikacja generalna \| Klasyfikacja generalna \| \| Kolarz \| Kolarz \| Państwo \| Drużyna \| Czas \| \| ---------------------- \| ---------------------- \| ---------------------- \| ---------------------- \| ---------------------- \| \| 1. \| Adam Yates \| Wielka Brytania \| Mitchelton-Scott \| 20h 33' 48" \| \| 2. \| Primož Roglič \| Słowenia \| Team Jumbo-Visma \| + 25" \| \| 3. \| Jakob Fuglsang \| Dania \| Astana \| + 35" \| \| 4. \| Tom Dumoulin \| Holandia \| Team Sunweb \| + 1' 55" \| \| 5. \| Julian Alaphilippe \| Francja \| Deceuninck-Quick Step \| + 2' 34" \| \| 6. \| Wout Poels \| Holandia \| Team Sky \| + 2' 39" \| \| 7. \| Thibaut Pinot \| Francja \| Groupama-FDJ \| + 2' 46" \| \| 8. \| Sam Oomen \| Holandia \| Team Sunweb \| + 2' 58" \| \| 9. \| Simon Clarke \| Australia \| EF Education First \| + 3' 03" \| \| 10. \| Rui Costa \| Portugalia \| UAE Team Emirates \| + 3' 26" \| |                    |                 |                       |             |
| |                    |                 |                       |             |
| Źródło: ProCyclingStats |                    |                 |                       |             |
| Klasyfikacja generalna |                    |                 |                       |             |
| Kolarz | Kolarz             | Państwo         | Drużyna               | Czas        |
| 1. | Adam Yates         | Wielka Brytania | Mitchelton-Scott      | 20h 33' 48" |
| 2. | Primož Roglič      | Słowenia        | Team Jumbo-Visma      | + 25"       |
| 3. | Jakob Fuglsang     | Dania           | Astana                | + 35"       |
| 4. | Tom Dumoulin       | Holandia        | Team Sunweb           | + 1' 55"    |
| 5. | Julian Alaphilippe | Francja         | Deceuninck-Quick Step | + 2' 34"    |
| 6. | Wout Poels         | Holandia        | Team Sky              | + 2' 39"    |
| 7. | Thibaut Pinot      | Francja         | Groupama-FDJ          | + 2' 46"    |
| 8. | Sam Oomen          | Holandia        | Team Sunweb           | + 2' 58"    |
| 9. | Simon Clarke       | Australia       | EF Education First    | + 3' 03"    |
| 10. | Rui Costa          | Portugalia      | UAE Team Emirates     | + 3' 26"    |

### Etap 6
| \| Klasyfikacja etapu \| Klasyfikacja etapu \| Klasyfikacja etapu \| Klasyfikacja etapu \| Klasyfikacja etapu \| \| Kolarz \| Kolarz \| Państwo \| Drużyna \| Czas \| \| ------------------ \| --------------------------- \| ------------------ \| ---------------------- \| ------------------ \| \| 1. \| Julian Alaphilippe \| Francja \| Deceuninck-Quick Step \| 4h 42' 11" \| \| 2. \| Davide Cimolai \| Włochy \| Israel Cycling Academy \| + 0" \| \| 3. \| Elia Viviani \| Włochy \| Deceuninck-Quick Step \| + 0" \| \| 4. \| Clément Venturini \| Francja \| AG2R La Mondiale \| + 0" \| \| 5. \| Peter Sagan \| Słowacja \| Bora-Hansgrohe \| + 0" \| \| 6. \| Maximiliano Richeze \| Argentyna \| Deceuninck-Quick Step \| + 0" \| \| 7. \| Jens Keukeleire \| Belgia \| Lotto-Soudal \| + 0" \| \| 8. \| Greg Van Avermaet \| Belgia \| CCC Team \| + 0" \| \| 9. \| Reinardt Janse van Rensburg \| Południowa Afryka \| Dimension Data \| + 0" \| \| 10. \| Simone Consonni \| Włochy \| UAE Team Emirates \| + 0" \| |                             |                   |                        |            |
| |                             |                   |                        |            |
| Źródło: ProCyclingStats |                             |                   |                        |            |
| Klasyfikacja etapu |                             |                   |                        |            |
| Kolarz | Kolarz                      | Państwo           | Drużyna                | Czas       |
| 1. | Julian Alaphilippe          | Francja           | Deceuninck-Quick Step  | 4h 42' 11" |
| 2. | Davide Cimolai              | Włochy            | Israel Cycling Academy | + 0"       |
| 3. | Elia Viviani                | Włochy            | Deceuninck-Quick Step  | + 0"       |
| 4. | Clément Venturini           | Francja           | AG2R La Mondiale       | + 0"       |
| 5. | Peter Sagan                 | Słowacja          | Bora-Hansgrohe         | + 0"       |
| 6. | Maximiliano Richeze         | Argentyna         | Deceuninck-Quick Step  | + 0"       |
| 7. | Jens Keukeleire             | Belgia            | Lotto-Soudal           | + 0"       |
| 8. | Greg Van Avermaet           | Belgia            | CCC Team               | + 0"       |
| 9. | Reinardt Janse van Rensburg | Południowa Afryka | Dimension Data         | + 0"       |
| 10. | Simone Consonni             | Włochy            | UAE Team Emirates      | + 0"       |

| \| Klasyfikacja generalna \| Klasyfikacja generalna \| Klasyfikacja generalna \| Klasyfikacja generalna \| Klasyfikacja generalna \| \| Kolarz \| Kolarz \| Państwo \| Drużyna \| Czas \| \| ---------------------- \| ---------------------- \| ---------------------- \| ---------------------- \| ---------------------- \| \| 1. \| Adam Yates \| Wielka Brytania \| Mitchelton-Scott \| 25h 15' 59" \| \| 2. \| Primož Roglič \| Słowenia \| Team Jumbo-Visma \| + 25" \| \| 3. \| Jakob Fuglsang \| Dania \| Astana \| + 35" \| \| 4. \| Tom Dumoulin \| Holandia \| Team Sunweb \| + 1' 55" \| \| 5. \| Julian Alaphilippe \| Francja \| Deceuninck-Quick Step \| + 2' 24" \| \| 6. \| Wout Poels \| Holandia \| Team Sky \| + 2' 39" \| \| 7. \| Thibaut Pinot \| Francja \| Groupama-FDJ \| + 2' 46" \| \| 8. \| Sam Oomen \| Holandia \| Team Sunweb \| + 2' 58" \| \| 9. \| Simon Clarke \| Australia \| EF Education First \| + 3' 03" \| \| 10. \| Rui Costa \| Portugalia \| UAE Team Emirates \| + 3' 26" \| |                    |                 |                       |             |
| |                    |                 |                       |             |
| Źródło: ProCyclingStats |                    |                 |                       |             |
| Klasyfikacja generalna |                    |                 |                       |             |
| Kolarz | Kolarz             | Państwo         | Drużyna               | Czas        |
| 1. | Adam Yates         | Wielka Brytania | Mitchelton-Scott      | 25h 15' 59" |
| 2. | Primož Roglič      | Słowenia        | Team Jumbo-Visma      | + 25"       |
| 3. | Jakob Fuglsang     | Dania           | Astana                | + 35"       |
| 4. | Tom Dumoulin       | Holandia        | Team Sunweb           | + 1' 55"    |
| 5. | Julian Alaphilippe | Francja         | Deceuninck-Quick Step | + 2' 24"    |
| 6. | Wout Poels         | Holandia        | Team Sky              | + 2' 39"    |
| 7. | Thibaut Pinot      | Francja         | Groupama-FDJ          | + 2' 46"    |
| 8. | Sam Oomen          | Holandia        | Team Sunweb           | + 2' 58"    |
| 9. | Simon Clarke       | Australia       | EF Education First    | + 3' 03"    |
| 10. | Rui Costa          | Portugalia      | UAE Team Emirates     | + 3' 26"    |

### Etap 7
| \| Klasyfikacja etapu \| Klasyfikacja etapu \| Klasyfikacja etapu \| Klasyfikacja etapu \| Klasyfikacja etapu \| \| Kolarz \| Kolarz \| Państwo \| Drużyna \| Czas \| \| ------------------ \| ------------------- \| ------------------ \| --------------------- \| ------------------ \| \| 1. \| Victor Campenaerts \| Belgia \| Lotto-Soudal \| 11' 23" \| \| 2. \| Alberto Bettiol \| Włochy \| EF Education First \| + 3" \| \| 3. \| Jos van Emden \| Holandia \| Team Jumbo-Visma \| + 4" \| \| 4. \| Sebastian Langeveld \| Holandia \| EF Education First \| + 6" \| \| 5. \| Yves Lampaert \| Belgia \| Deceuninck-Quick Step \| + 7" \| \| 6. \| Mads Pedersen \| Dania \| Trek-Segafredo \| + 8" \| \| 7. \| Tom Dumoulin \| Holandia \| Team Sunweb \| + 8" \| \| 8. \| Rohan Dennis \| Australia \| Bahrain-Merida \| + 9" \| \| 9. \| Michael Hepburn \| Australia \| Mitchelton-Scott \| + 11" \| \| 10. \| Filippo Ganna \| Włochy \| Team Sky \| + 12" \| |                     |           |                       |         |
| |                     |           |                       |         |
| Źródło: ProCyclingStats |                     |           |                       |         |
| Klasyfikacja etapu |                     |           |                       |         |
| Kolarz | Kolarz              | Państwo   | Drużyna               | Czas    |
| 1. | Victor Campenaerts  | Belgia    | Lotto-Soudal          | 11' 23" |
| 2. | Alberto Bettiol     | Włochy    | EF Education First    | + 3"    |
| 3. | Jos van Emden       | Holandia  | Team Jumbo-Visma      | + 4"    |
| 4. | Sebastian Langeveld | Holandia  | EF Education First    | + 6"    |
| 5. | Yves Lampaert       | Belgia    | Deceuninck-Quick Step | + 7"    |
| 6. | Mads Pedersen       | Dania     | Trek-Segafredo        | + 8"    |
| 7. | Tom Dumoulin        | Holandia  | Team Sunweb           | + 8"    |
| 8. | Rohan Dennis        | Australia | Bahrain-Merida        | + 9"    |
| 9. | Michael Hepburn     | Australia | Mitchelton-Scott      | + 11"   |
| 10. | Filippo Ganna       | Włochy    | Team Sky              | + 12"   |

## Klasyfikacje końcowe

### Klasyfikacja generalna
| \| Klasyfikacja generalna \| Klasyfikacja generalna \| Klasyfikacja generalna \| Klasyfikacja generalna \| Klasyfikacja generalna \| \| Kolarz \| Kolarz \| Państwo \| Drużyna \| Czas \| \| ---------------------- \| ---------------------- \| ---------------------- \| ---------------------- \| ---------------------- \| \| 1. \| Primož Roglič \| Słowenia \| Team Jumbo-Visma \| 25h 28' 00" \| \| 2. \| Adam Yates \| Wielka Brytania \| Mitchelton-Scott \| + 1" \| \| 3. \| Jakob Fuglsang \| Dania \| Astana \| + 30" \| \| 4. \| Tom Dumoulin \| Holandia \| Team Sunweb \| + 1' 25" \| \| 5. \| Thibaut Pinot \| Francja \| Groupama-FDJ \| + 2' 32" \| \| 6. \| Julian Alaphilippe \| Francja \| Deceuninck-Quick Step \| + 2' 34" \| \| 7. \| Wout Poels \| Holandia \| Team Sky \| + 2' 42" \| \| 8. \| Simon Clarke \| Australia \| EF Education First \| + 3' 01" \| \| 9. \| Sam Oomen \| Holandia \| Team Sunweb \| + 3' 12" \| \| 10. \| Rui Costa \| Portugalia \| UAE Team Emirates \| + 3' 18" \| |                    |                 |                       |             |
| |                    |                 |                       |             |
| Źródło: ProCyclingStats |                    |                 |                       |             |
| Klasyfikacja generalna |                    |                 |                       |             |
| Kolarz | Kolarz             | Państwo         | Drużyna               | Czas        |
| 1. | Primož Roglič      | Słowenia        | Team Jumbo-Visma      | 25h 28' 00" |
| 2. | Adam Yates         | Wielka Brytania | Mitchelton-Scott      | + 1"        |
| 3. | Jakob Fuglsang     | Dania           | Astana                | + 30"       |
| 4. | Tom Dumoulin       | Holandia        | Team Sunweb           | + 1' 25"    |
| 5. | Thibaut Pinot      | Francja         | Groupama-FDJ          | + 2' 32"    |
| 6. | Julian Alaphilippe | Francja         | Deceuninck-Quick Step | + 2' 34"    |
| 7. | Wout Poels         | Holandia        | Team Sky              | + 2' 42"    |
| 8. | Simon Clarke       | Australia       | EF Education First    | + 3' 01"    |
| 9. | Sam Oomen          | Holandia        | Team Sunweb           | + 3' 12"    |
| 10. | Rui Costa          | Portugalia      | UAE Team Emirates     | + 3' 18"    |

| Klasyfikacja punktowa | Klasyfikacja punktowa | Klasyfikacja punktowa | Klasyfikacja punktowa  | Klasyfikacja punktowa |
| Kolarz                | Kolarz                | Państwo               | Drużyna                | Punkty                |
| --------------------- | --------------------- | --------------------- | ---------------------- | --------------------- |
| 1.                    | Mirco Maestri         | Włochy                | Bardiani CSF           | 31 pkt                |
| 2.                    | Adam Yates            | Wielka Brytania       | Mitchelton-Scott       | 27 pkt                |
| 3.                    | Julian Alaphilippe    | Francja               | Deceuninck-Quick Step  | 26 pkt                |
| 4.                    | Alberto Bettiol       | Włochy                | EF Education First     | 23 pkt                |
| 5.                    | Jakob Fuglsang        | Dania                 | Astana                 | 22 pkt                |
| 6.                    | Primož Roglič         | Słowenia              | Team Jumbo-Visma       | 22 pkt                |
| 7.                    | Elia Viviani          | Włochy                | Deceuninck-Quick Step  | 20 pkt                |
| 8.                    | Aleksiej Łucenko      | Kazachstan            | Astana                 | 17 pkt                |
| 9.                    | Peter Sagan           | Słowacja              | Bora-Hansgrohe         | 16 pkt                |
| 10.                   | Davide Cimolai        | Włochy                | Israel Cycling Academy | 15 pkt                |

| Klasyfikacja punktowa | Klasyfikacja punktowa | Klasyfikacja punktowa | Klasyfikacja punktowa  | Klasyfikacja punktowa |
| Kolarz                | Kolarz                | Państwo               | Drużyna                | Punkty                |
| --------------------- | --------------------- | --------------------- | ---------------------- | --------------------- |
| 1.                    | Mirco Maestri         | Włochy                | Bardiani CSF           | 31 pkt                |
| 2.                    | Adam Yates            | Wielka Brytania       | Mitchelton-Scott       | 27 pkt                |
| 3.                    | Julian Alaphilippe    | Francja               | Deceuninck-Quick Step  | 26 pkt                |
| 4.                    | Alberto Bettiol       | Włochy                | EF Education First     | 23 pkt                |
| 5.                    | Jakob Fuglsang        | Dania                 | Astana                 | 22 pkt                |
| 6.                    | Primož Roglič         | Słowenia              | Team Jumbo-Visma       | 22 pkt                |
| 7.                    | Elia Viviani          | Włochy                | Deceuninck-Quick Step  | 20 pkt                |
| 8.                    | Aleksiej Łucenko      | Kazachstan            | Astana                 | 17 pkt                |
| 9.                    | Peter Sagan           | Słowacja              | Bora-Hansgrohe         | 16 pkt                |
| 10.                   | Davide Cimolai        | Włochy                | Israel Cycling Academy | 15 pkt                |

| Klasyfikacja górska | Klasyfikacja górska   | Klasyfikacja górska | Klasyfikacja górska           | Klasyfikacja górska |
| Kolarz              | Kolarz                | Państwo             | Drużyna                       | Punkty              |
| ------------------- | --------------------- | ------------------- | ----------------------------- | ------------------- |
| 1.                  | Aleksiej Łucenko      | Kazachstan          | Astana                        | 35 pkt              |
| 2.                  | Jakob Fuglsang        | Dania               | Astana                        | 34 pkt              |
| 3.                  | Adam Yates            | Wielka Brytania     | Mitchelton-Scott              | 25 pkt              |
| 4.                  | Julian Alaphilippe    | Francja             | Deceuninck-Quick Step         | 23 pkt              |
| 5.                  | Davide Gabburo        | Włochy              | Neri Sottoli-Selle Italia-KTM | 20 pkt              |
| 6.                  | Natnael Berhane       | Erytrea             | Cofidis, Solutions Crédits    | 20 pkt              |
| 7.                  | Primož Roglič         | Słowenia            | Team Jumbo-Visma              | 18 pkt              |
| 8.                  | Mads Pedersen         | Dania               | Trek-Segafredo                | 14 pkt              |
| 9.                  | Sebastian Schönberger | Austria             | Neri Sottoli-Selle Italia-KTM | 12 pkt              |
| 10.                 | Giovanni Visconti     | Włochy              | Neri Sottoli-Selle Italia-KTM | 10 pkt              |

| Klasyfikacja górska | Klasyfikacja górska   | Klasyfikacja górska | Klasyfikacja górska           | Klasyfikacja górska |
| Kolarz              | Kolarz                | Państwo             | Drużyna                       | Punkty              |
| ------------------- | --------------------- | ------------------- | ----------------------------- | ------------------- |
| 1.                  | Aleksiej Łucenko      | Kazachstan          | Astana                        | 35 pkt              |
| 2.                  | Jakob Fuglsang        | Dania               | Astana                        | 34 pkt              |
| 3.                  | Adam Yates            | Wielka Brytania     | Mitchelton-Scott              | 25 pkt              |
| 4.                  | Julian Alaphilippe    | Francja             | Deceuninck-Quick Step         | 23 pkt              |
| 5.                  | Davide Gabburo        | Włochy              | Neri Sottoli-Selle Italia-KTM | 20 pkt              |
| 6.                  | Natnael Berhane       | Erytrea             | Cofidis, Solutions Crédits    | 20 pkt              |
| 7.                  | Primož Roglič         | Słowenia            | Team Jumbo-Visma              | 18 pkt              |
| 8.                  | Mads Pedersen         | Dania               | Trek-Segafredo                | 14 pkt              |
| 9.                  | Sebastian Schönberger | Austria             | Neri Sottoli-Selle Italia-KTM | 12 pkt              |
| 10.                 | Giovanni Visconti     | Włochy              | Neri Sottoli-Selle Italia-KTM | 10 pkt              |

| Klasyfikacja młodzieżowa | Klasyfikacja młodzieżowa | Klasyfikacja młodzieżowa | Klasyfikacja młodzieżowa      | Klasyfikacja młodzieżowa |
| Kolarz                   | Kolarz                   | Państwo                  | Drużyna                       | Czas                     |
| ------------------------ | ------------------------ | ------------------------ | ----------------------------- | ------------------------ |
| 1.                       | Sam Oomen                | Holandia                 | Team Sunweb                   | 25h 31' 12"              |
| 2.                       | Tiesj Benoot             | Belgia                   | Lotto-Soudal                  | + 25"                    |
| 3.                       | Matej Mohorič            | Słowenia                 | Bahrain-Merida                | + 1' 50"                 |
| 4.                       | Ruben Guerreiro          | Portugalia               | Katusha-Alpecin               | + 5' 03"                 |
| 5.                       | Søren Kragh Andersen     | Dania                    | Team Sunweb                   | + 15' 44"                |
| 6.                       | Simone Velasco           | Włochy                   | Neri Sottoli-Selle Italia-KTM | + 15' 51"                |
| 7.                       | Mads Pedersen            | Dania                    | Trek-Segafredo                | + 24' 01"                |
| 8.                       | Davide Ballerini         | Włochy                   | Astana                        | + 25' 52"                |
| 9.                       | Nicola Conci             | Włochy                   | Trek-Segafredo                | + 27' 31"                |
| 10.                      | Kasper Asgreen           | Dania                    | Deceuninck-Quick Step         | + 29' 08"                |

| Klasyfikacja młodzieżowa | Klasyfikacja młodzieżowa | Klasyfikacja młodzieżowa | Klasyfikacja młodzieżowa      | Klasyfikacja młodzieżowa |
| Kolarz                   | Kolarz                   | Państwo                  | Drużyna                       | Czas                     |
| ------------------------ | ------------------------ | ------------------------ | ----------------------------- | ------------------------ |
| 1.                       | Sam Oomen                | Holandia                 | Team Sunweb                   | 25h 31' 12"              |
| 2.                       | Tiesj Benoot             | Belgia                   | Lotto-Soudal                  | + 25"                    |
| 3.                       | Matej Mohorič            | Słowenia                 | Bahrain-Merida                | + 1' 50"                 |
| 4.                       | Ruben Guerreiro          | Portugalia               | Katusha-Alpecin               | + 5' 03"                 |
| 5.                       | Søren Kragh Andersen     | Dania                    | Team Sunweb                   | + 15' 44"                |
| 6.                       | Simone Velasco           | Włochy                   | Neri Sottoli-Selle Italia-KTM | + 15' 51"                |
| 7.                       | Mads Pedersen            | Dania                    | Trek-Segafredo                | + 24' 01"                |
| 8.                       | Davide Ballerini         | Włochy                   | Astana                        | + 25' 52"                |
| 9.                       | Nicola Conci             | Włochy                   | Trek-Segafredo                | + 27' 31"                |
| 10.                      | Kasper Asgreen           | Dania                    | Deceuninck-Quick Step         | + 29' 08"                |

| Klasyfikacja drużynowa | Klasyfikacja drużynowa        | Klasyfikacja drużynowa | Klasyfikacja drużynowa |
| Drużyna                | Drużyna                       | Państwo                | Czas                   |
| ---------------------- | ----------------------------- | ---------------------- | ---------------------- |
| 1.                     | EF Education First            | Stany Zjednoczone      | 75h 51' 29"            |
| 2.                     | Trek-Segafredo                | Stany Zjednoczone      | + 2' 30"               |
| 3.                     | Team Sunweb                   | Niemcy                 | + 6' 09"               |
| 4.                     | Lotto Soudal                  | Belgia                 | + 9' 14"               |
| 5.                     | Astana                        | Kazachstan             | + 13' 27"              |
| 6.                     | Movistar Team                 | Hiszpania              | + 18' 57"              |
| 7.                     | Neri Sottoli-Selle Italia-KTM | Włochy                 | + 19' 22"              |
| 8.                     | Bahrain-Merida                | Bahrajn                | + 23' 10"              |
| 9.                     | CCC Team                      | Polska                 | + 23' 48"              |
| 10.                    | Team Jumbo-Visma              | Holandia               | + 25' 18"              |

| Klasyfikacja drużynowa | Klasyfikacja drużynowa        | Klasyfikacja drużynowa | Klasyfikacja drużynowa |
| Drużyna                | Drużyna                       | Państwo                | Czas                   |
| ---------------------- | ----------------------------- | ---------------------- | ---------------------- |
| 1.                     | EF Education First            | Stany Zjednoczone      | 75h 51' 29"            |
| 2.                     | Trek-Segafredo                | Stany Zjednoczone      | + 2' 30"               |
| 3.                     | Team Sunweb                   | Niemcy                 | + 6' 09"               |
| 4.                     | Lotto Soudal                  | Belgia                 | + 9' 14"               |
| 5.                     | Astana                        | Kazachstan             | + 13' 27"              |
| 6.                     | Movistar Team                 | Hiszpania              | + 18' 57"              |
| 7.                     | Neri Sottoli-Selle Italia-KTM | Włochy                 | + 19' 22"              |
| 8.                     | Bahrain-Merida                | Bahrajn                | + 23' 10"              |
| 9.                     | CCC Team                      | Polska                 | + 23' 48"              |
| 10.                    | Team Jumbo-Visma              | Holandia               | + 25' 18"              |